# Арсаев, Асланбек Геланиевич
Асланбек Геланиевич Арсаев (чечен. Арсийн Геланин кӀант Асланбек; род. 1966) — чеченский государственный и военный деятель. Министр шариатской госбезопасности Чеченской республики Ичкерия, дивизионный генерал национальной армии ЧРИ. Был командующим Южным фронтом Вооружённых сил ЧРИ. Награждён высшими наградами ЧРИ — орденами: «Честь нации», «Герой нации» и медалью «Защитник города Грозного».

## Биография
Родился в Ачхой-Мартановском районе, в селе Орехово в 1966 году (по другим данным в г.Шали). По национальности — чеченец из тайпа Эгашбатой. Женат.
Учился в высшей школе милиции в городе Новосибирск с 1988 по 1991 годы, после чего поступил в институт народного хозяйства.
В 1990 году перевелся на должность старшего оперуполномоченного 6-го отдела МВД ЧРИ. В ВС ЧРИ – с 1994 года.
В ходе Первой чеченской войны воевал под командованием Аслана Масхадова, находясь в составе главного штаба, командовал Южным фронтом. В ходе боевых действий был трижды ранен. Награждён орденами «Честь нации», «Герой Нации» и медалью «Освобождение Грозного».
После подписания Хасавюртовских соглашений продолжил службу в Министерстве внутренних дел непризнанной ЧРИ.
В 1997 году Арсаеву было присвоено звание бригадного генерала. В ходе внутриполитического кризиса занял сторону умеренных националистов и 28 мая 1998 года Масхадов назначил его министром шариатской госбезопасности. Арсаев обещал бороться с преступностью, направить свою деятельность против вооруженных группировок исламистов, которые похищали людей с целью выкупа и нелегально перепродавали нефть. Масхадов уволил всех силовых министров, которые сами приняли участие в перестрелке вместо того чтобы навести порядок. А Арсаев отделался лишь строгим выговором. Будучи министром госбезопасности он также вёл переговоры с российскими властями по поводу пропавших без вести и похищенных в Чечне граждан России. Лично курировал операции по их нахождению и освобождению, тем временем его брат Адам Арсаев менял пленных на бойцов чеченских вооружённых формирований, заключенных в российских тюрьмах.
В 1999 году Асламбек Арсаев уже будучи в звании дивизионного генерала подал в отставку. Сам он объяснил свой поступок тем, что его пытались втянуть в политику, где мешали бороться с преступностью. Аслан Масхадов принял его заявление без возражений, возможно это было связано с тем, что за три месяца до этого на Арсаева было совершено покушение.
После начала Второй чеченской войны Арсаев присоединился к боевым действиям на стороне ВС ЧРИ. Тем не менее уже в начале января 2000 года в боях за контроль над Шали Арсаев был ранен в грудь, из-за чего ему пришлось уехать на лечение в Турцию. Более участия в боевых действиях не принимал, однако наряду с Масхадовым долгое время входил в список самых разыскиваемых чеченских командиров, после чего надолго исчез из поля зрения правоохранительных органов. Известно, что в настоящее время он проживает в Стамбуле вместе с семьёй.

## Семья
Женат, есть дети. Братья — Адам Арсаев и Супьян Арсаев.